# Egales
Egales es una editorial española especializada en libros de temática LGBT. Fue creada en 1995 por las librerías Berkana de Madrid y Cómplices de Barcelona con la intención de promover la literatura en castellano dirigida a gais y lesbianas, prácticamente inexistente hasta entonces. Surgió por el empeño de Mili Hernández que tras viajar a Nueva York quedó fascinada con la literatura que hacían mujeres lesbianas y quiso hacerla también visible en España.
Tiene sedes en Barcelona y Madrid y también distribuye en Estados Unidos y México.
A raíz del curso de la UNED «Introducción a la teoría queer», coordinado por Paco Vidarte y Javier Sáez, la editorial publicó en 2005 el libro Teoría Queer.

## 2006 - 2015
En el año 2007 contaba ya con casi cien títulos publicados, entre obras originales en español y traducidas de otros idiomas, fundamentalmente inglés. Cuenta con autores de renombre como Rita Mae Brown y Luis Cremades, así como autores de éxito apreciados por el público homosexual, como Alison Bechdel, Joseph Olshan, Karin Kallmaker, Katherine V. Forrest, Patricia Nell Warren, Ronald L. Donaghe y Susana Guzner. 
Junto a las editoriales Dos Bigotes, Stonewall y Nube Ocho, Egales participó en la 1.ª Feria del Libro LGTBQ de Madrid, convocada con motivo del Día del Orgullo LGTB de 2014.

## 2016 - act.
En 2018 publicó una obra en colaboración con Amnistía Internacional en contra de la homofobia.
En 2018 la editorial apostó por nombres mediáticos y rompedores que aportaban nuevas ópticas en la narrativa lgtbi como Jose Mola y su premiada Menos drama y más banana.
Los relatos cortos de varios autores en Vagos y maleantes, los testimonios de mujeres en Guinea Ecuatorial de Yo no quería ser madre de  Melibea Obono, las declaraciones sobre agresiones infantiles Cicatrices en la memoria de Juan Ramón Barbancho, las masculinidades sexodiversas de Entre lo joto y lo macho por Humberto Guerra y Rafael M. Mérida Jiménez o Nos acechan todavía de Ramón Martínez Rodríguez son ejemplo de algunas de la publicaciones del 2019 donde el ensayo tiene protagonismo prioritario en el fondo editorial de Egales.
En 2020 Mili Hernández recibió el II Premio You&Me al activismo conmemorando el 25 aniversario de la fundación de la editorial. Año en el que además, la publicación de grandes éxitos se sucedieron: la recopilación de investigaciones universitarias de MariCorners; el regreso de la inspectora García también 25 años después en Dos tazas de Isabel Franc; la recopilación de relatos lésbicos en Locas y perversas con varias autoras; la primera novela del activista Carlos Berea y su ya conocida monja Ángela Bendita tú; la novela ilustrada Sir Oscar Wilde de Carlos J. Valdivia y Nacho Esteban o las biografías LGTBI en Maricones de antaño de Juanma Samusenko y Ramón Martínez Rodríguez.
En 2023 Egales publicó un libro titulado Yo no tengo la culpa de haber leído a Mendicutti, antología de palomos cojos, en el que veintitrés autores, con cuentos o artículos ensayísticos, homenajean a Eduardo Mendicutti.
En 2024 publican la obra ¿LGTBQué? sobre identidad y orientación sexoafectiva, primer ensayo del educador y divulgador Emilio López que, en pocas semanas, consigue la segunda edición.